# 阿里德 (阿肯色州)
阿里德（英語：Alread）是位於美國阿肯色州范布倫縣的一個非建制地區。該地的面積和人口皆未知。

## 地理
阿里德的座標為35°37′58″N 92°40′48″W / 35.63278°N 92.68000°W，而該地的平均海拔高度為512米（即1680英尺）。